# Strand Arts Centre
Strand Arts Centre (také Strand Cinema) je klasické čtyřsálové kino ve východním Belfastu, v Severním Irsku. Kino bylo zbudováno v roce 1935 pod hlavičkou společnosti Union Cinemas.

## Historie
Kino Strand Cinema bylo postaveno pro společnost Union Cinemas na křižovatce ulic Hollywood Avenue a Pims Road v době boomu klasických kin v letech 1934–1935 (v té době bylo v Belfastu v provozu 40 kin). Bylo zbudováno jako jednosálové kino s 1170 sedadly. Slavnostní otevření proběhlo 7. prosince 1935, kdy byl uveden film Bright Eyes se Shirley Temple. V roce 1937 provoz kina převzala spoolečnost Associated British Cinemas (ABC), která jej provozovala až do roku 1977. V letech 1984–1987 budovu zachránil podnikatel Ronnie Rutherford, budova sloužila jako koncertní sál. Provoz kina byl navrácen až v roce 1988, kdy kino prošlo další rekonstrukcí a rozděleno na 4 sály. V roce 1999 prošla rekonstrukcí také fasáda budovy, kdy byly doplněny také art deco prvky.

## Budova
Architektem kina byl John McBride Neill, který navrhoval také další kina v Belfastu, Curzon (Ormeau Road), the Majestic nebo kino Tonic v nedalekém Bangoru. Interiér kina byl inspirován nedalekým přístavem a loděnicemi Harland & Wolff, na jeho zdech byly proto umístěny tři řady malých kruhových světel, připomínající okna kajuty. V prvním patře se nacházela kavárna.

## Současnost
Od jeho znovuotevření slouží nejen jako kino, ale také jako umělecké a kulturní centrum, kde mají své místo hudebníci, divadelní soubory, stand-up komici nebo místní komunity pro setkání. Stálou scénu pro svá vystoupení zde nalezl například hudebník Van Morrison. V kině se koná také řada akcí, jako je například Belfast Film Festival, pravidelně se zde promítají klasické a archivní snímky. V současnosti se jedná o jedno ze dvou nezávislých kin v Belfastu vedle Queens Film Theatre. V červnu roku 2024 bylo kino uzavřeno kvůli kompletní rekonstrukci s náklady 6,5 milionů liber.

## Galerie

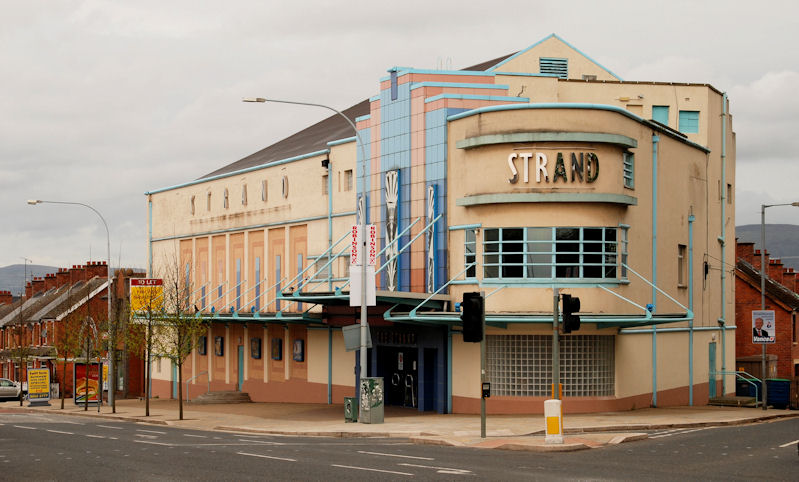
Čelní pohled, vstup do kina
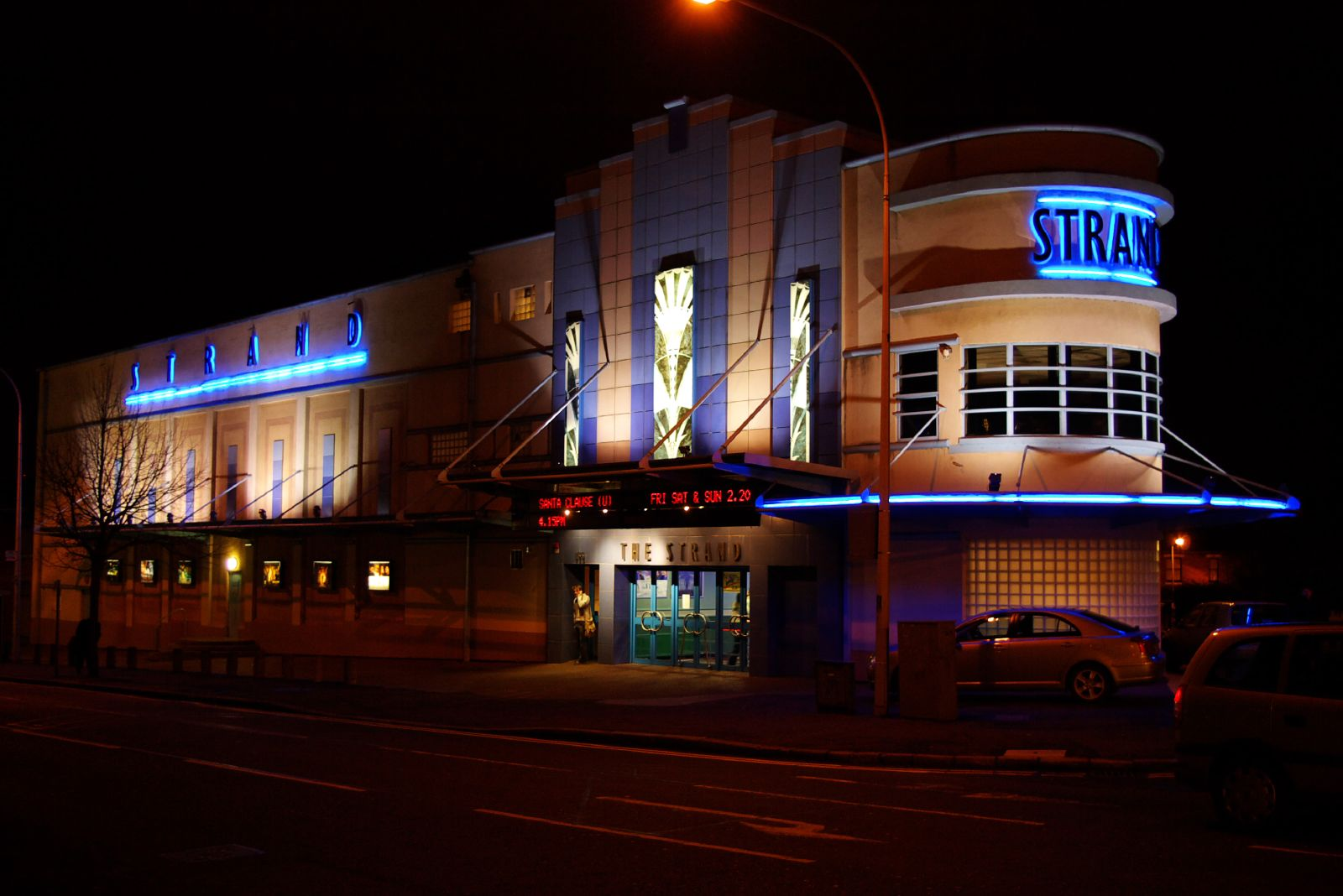
Kino v roce 2007
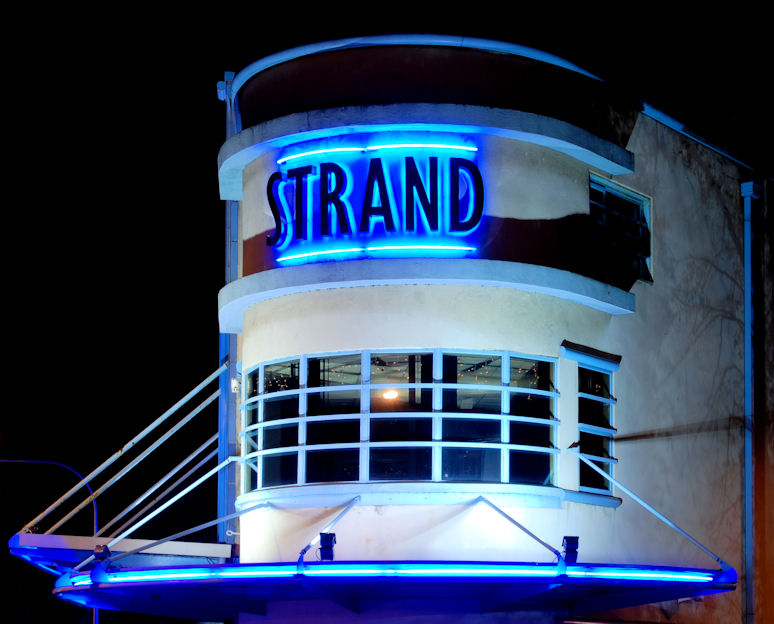
Detail fasády
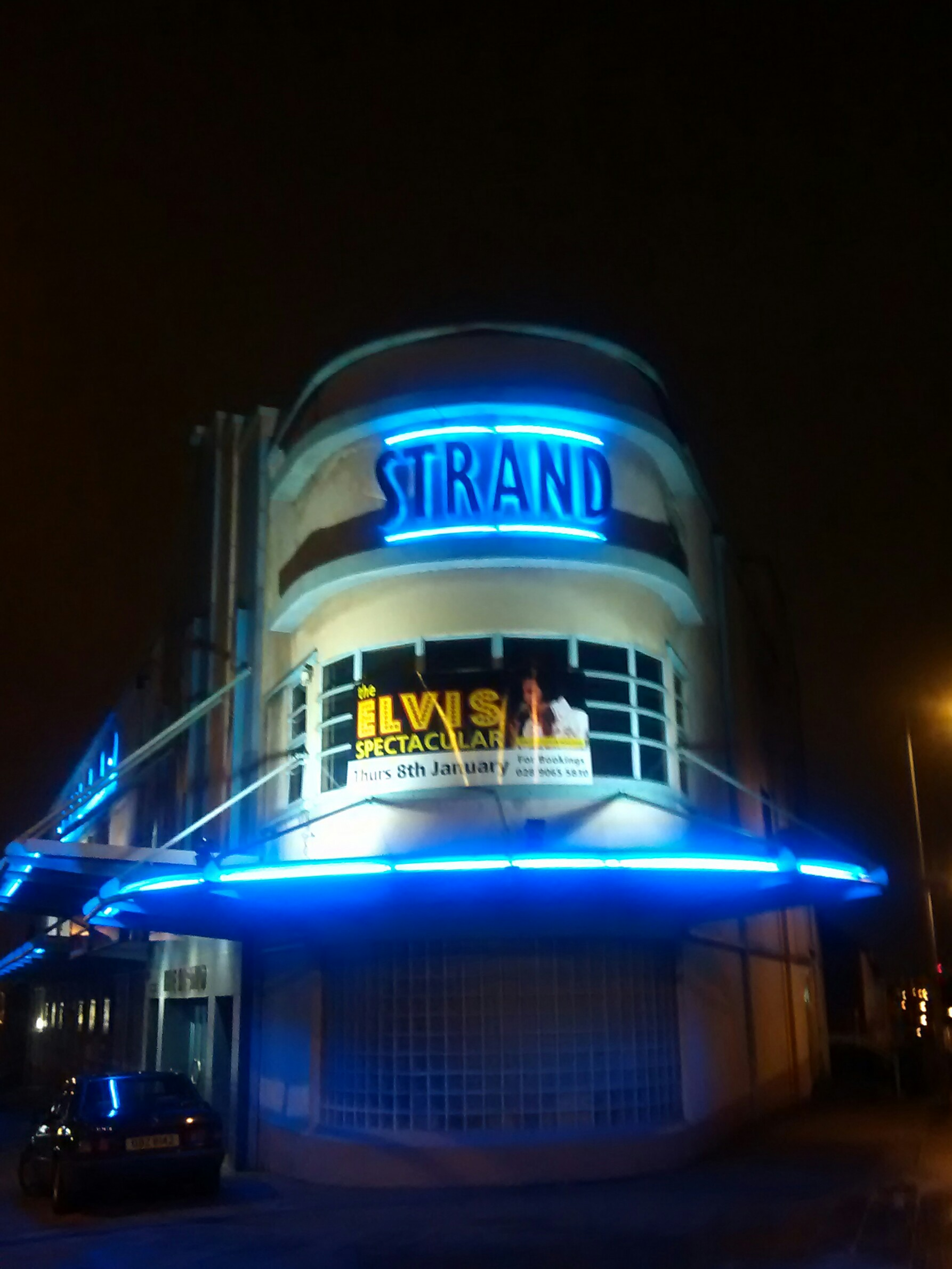
Reklamní poutač